# Risen (Computerspiel)
Risen (englisch; „aufgestiegen“, „auferstanden“) ist ein Action-Rollenspiel mit Fantasy-Szenario der deutschen Entwicklungsfirma Piranha Bytes, das am 2. Oktober 2009 erschienen ist und von Deep Silver verlegt wurde. Das Open-World-Spiel wurde sowohl für Windows als auch für die Xbox 360 veröffentlicht. Es folgten mit Risen 2: Dark Waters und Risen 3: Titan Lords zwei Nachfolger. Nachdem sowohl Entwickler Piranha Bytes als auch Rechteinhaber Koch Media von der Embracer Group gekauft und Piranha Bytes wie auch die Rechte an der Risen-Serie unter THQ Nordic neu gruppiert wurden, erschien das Spiel am 24. Januar 2023 in einer überarbeiteten Fassung für Nintendo Switch, PlayStation 4 und Xbox One sowie ein Update für die PC-Version.

## Handlung
Die Götter haben die Welt verlassen, woraufhin es zu seltsamen Ereignissen kommt. Ruinen tauchten aus dem Boden auf und bösartige Kreaturen durchstreifen die Wildnis, die Titanen bedrohen die Existenz der Menschheit. Der König schickt daher Inquisitor Mendoza auf die Insel Faranga, der das Geschehen untersuchen und auf der Insel für Ordnung sorgen soll. Er lässt die Landbevölkerung in der Hafenstadt internieren und viele Männer zwangsrekrutieren, um die Ruinen zu durchsuchen, unterstützt von den Magiern der Vulkanfestung. Unter dem ehemaligen Herrscher der Hafenstadt, Don Esteban, der durch die Ankunft des Inquisitors seine Macht verloren hat, hat sich daher eine Gruppe von Widerstandskämpfern gebildet, die gegen die Inquisition vorgehen.
Der Spieler, als Schiffbrüchiger auf die Insel gespült, wird nun vor die Wahl gestellt, auf welche Seite er sich stellen möchte. Von Mendoza erfährt er von der Heiligen Flamme, die in der Vulkanfestung brennt und die Insel vor den Titanen schützt. Der Inquisitor will ein Tor in den Berg öffnen, um die Flamme als Waffe einsetzen zu können. Dafür muss der Spieler ihm fünf goldene Kristallscheiben beschaffen, die als Schlüssel dienen. Dabei stößt er auf Echsenmenschen, die die Landschaft unsicher machen, wird jedoch auch von dem Druiden Eldric sowie der Piratentochter Patty Stahlbart unterstützt, die den Schatz ihres Vaters sucht. Als Mendoza das Tor schließlich öffnet, strömen daraus weitere Echsenmenschen hervor, und die Inquisition muss sich unter Verlusten in den Vulkan hineinkämpfen, wo der Spieler auf eine unterirdische Festung der Echsenmenschen trifft. Man erfährt vom Titanenlord Ursegor, der einst im Auftrag des dunklen Gottes die Titanen jagte und einen von ihnen unter dem Vulkan einschloss. Dieser Feuertitan ist der Ursprung der Heiligen Flamme, die die Insel schützt. Der Inquisitor macht sich daraufhin daran, den Titanen zu befreien, um sich seine Macht zunutze machen zu können. Da das bedeuten würde, dass Faranga nicht mehr vor den übrigen Titanen sicher ist, will der Held ihn aufhalten. Ursegors Geist schickt ihn los, um seine Rüstung und Waffe zu holen. Damit gelingt es dem Helden, erst Mendoza zu töten und dann den Titanen zu besiegen und wieder unter der Insel einzuschließen.
Die Handlung ist in vier Kapitel unterteilt, welche durch Zwischensequenzen eingeleitet werden. Der Spieler hat die Möglichkeit, sich verschiedenen Fraktionen anzuschließen und so den Zugang zu Lehrern für verschiedene Waffengattungen und sogar Magie zu erlangen.

### Spielwelt

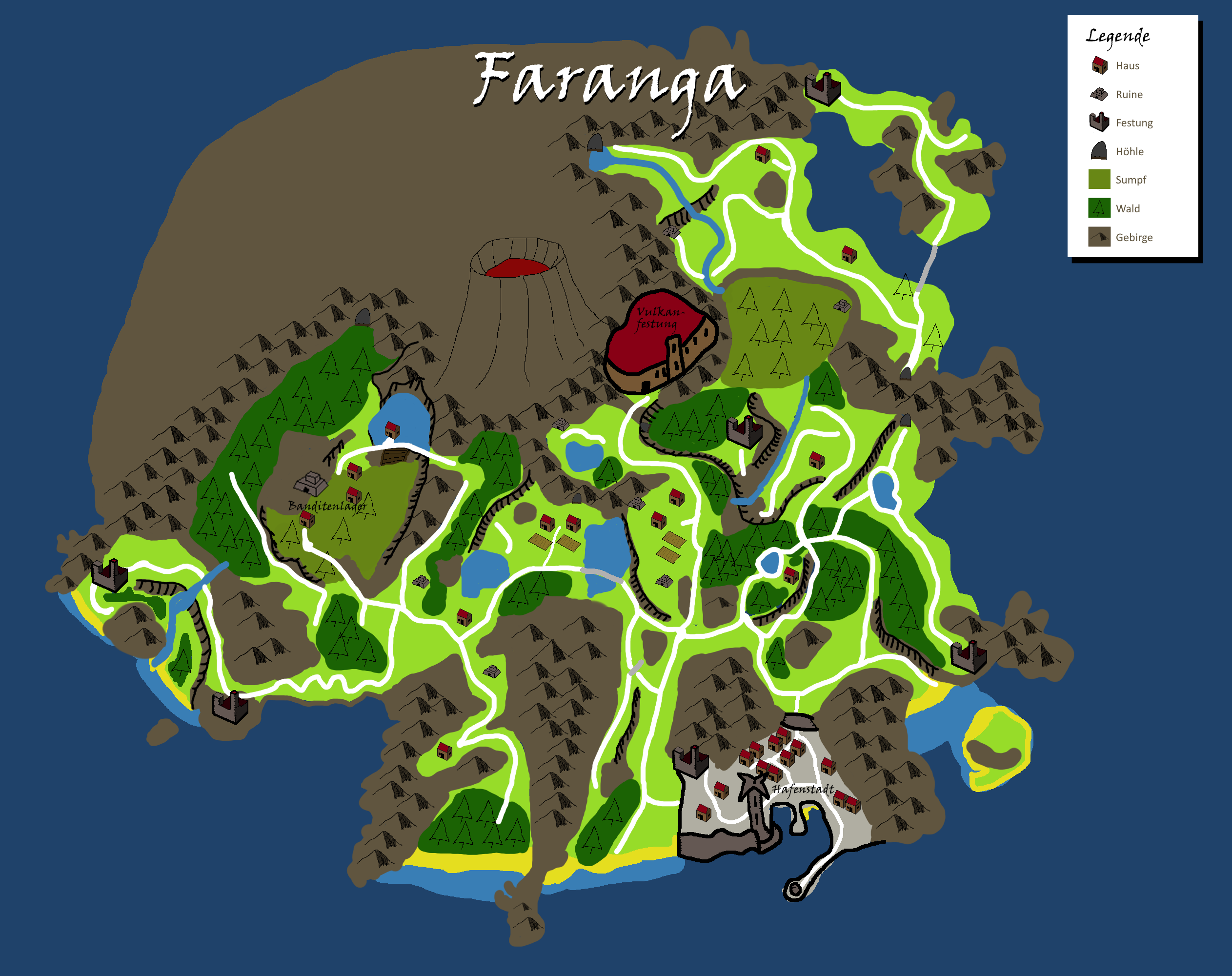
Karte der Insel Faranga

Risen spielt in einer mittelalterlichen Welt, die ausschließlich die fiktive, aus mehreren Vegetationszonen bestehende mediterrane Insel Faranga umfasst. Rund ein Drittel der Spielwelt besteht aus Höhlen (Dungeons), sodass das gesamte Areal etwa mit der Größe von Gothic II vergleichbar ist. Das Wetter auf der Insel ist dynamisch, zudem gibt es einen Tag- und Nachtzyklus, der allerdings nicht in Echtzeit abläuft, sondern beschleunigt ist.
Im Gegensatz zu Gothic 3 gibt es vermehrt Frauen in der Spielwelt, die nun auch tragende Rollen einnehmen.
- Die Hafenstadt: Die unter Quarantäne stehende Stadt, in der die Inquisition mit harter Hand für Ordnung sorgt, ist einer der wenigen sicheren Orte für die Bewohner der Insel. In der Hafenstadt gibt es ein Gasthaus sowie ein Bordell.
- Die Vulkanfestung: Sie fungiert als Basis des Magierordens. Außerdem hat die Inquisition hier ihren wichtigsten Stützpunkt errichtet.
- Das Banditenlager: Der Hauptsitz des Widerstandes befindet sich im Sumpf. Einige Banditen, die wegen der Inquisition nicht mehr in der Hafenstadt bleiben konnten, sind hierher geflohen.
- Die Unterwelt: Unter den Tempelruinen befinden sich Eingänge zu weitreichenden unterirdischen Labyrinthen, die mit Fallen und Rätseln ausgestattet sind. Der Spieler muss sie im Laufe der Handlung erkunden.[6][7]

### Fraktionen
Es gibt drei Fraktionen:
- Die Inquisition: Der König entsandte sie mit dem Auftrag, die Vorkommnisse auf der Insel zu untersuchen. Unter Führung von Großinquisitor Mendoza hat sie die Kontrolle über die Insel übernommen und geht äußerst rücksichtslos vor. Dem Spieler bietet die Inquisition die Möglichkeit, den Stabkampf und die Kristallmagie zu lernen.
- Die Banditen: Die Banditen setzten sich aus Flüchtlingen, den Leuten Don Estebans und Gesetzlosen zusammen, ihr Anführer ist Don Esteban. Sie lehnen sich gegen die Herrschaft der Inquisition auf, außerdem sind sie interessiert an Artefakten, die durch die Erdbeben und deren Begleiterscheinungen zu Tage kommen. Dem Spieler bietet diese Fraktion die Möglichkeit, sich ausschließlich auf den Kampf zu spezialisieren.
- Die Magier: Die Magier interessieren sich für die magische Komponente der Vorfälle auf der Insel, sie arbeiten zu deren Erforschung mit der Inquisition zusammen, auch wenn sie andere Ziele verfolgen. Dem Spieler bieten sie die Möglichkeit, die magischen Künste zu erlernen.[8][9]

## Spielprinzip
Das Spiel wird in der Third-Person-Perspektive (Verfolgerkamera) mit Maus und Tastatur beziehungsweise mit dem Gamepad der Xbox 360 gesteuert. Es gibt drei Schwierigkeitsgrade.
Risen bietet die Möglichkeit, durch Erfüllung bestimmter langfristiger Aufgaben im Spiel Punkte zu sammeln, über welche der Spieler dann in Wettbewerb mit anderen Spielern treten kann. So gibt es zum Beispiel für das Ansammeln von 300.000 Goldstücken 50 Punkte.

### Kampfsystem
Dem Helden stehen diverse Waffen zur Verfügung, unter anderem Äxte, Schwerter, Stäbe und Schilde. Es sind verschiedene Kombinationen von Schlägen möglich, welche durch passendes Drücken der Richtungstasten ausgeführt werden. Der Erfolg hängt hierbei vom Timing und den bereits investierten Lernpunkten ab. Das Parieren von Angriffen mittels Waffe oder Schild ist möglich. Beim Gebrauch von Fernwaffen wie Armbrust oder Bogen und Magieangriffen muss von Hand gezielt werden.

### Charakterentwicklung
Wie auch bei der Gothic-Reihe gibt es keine Möglichkeit der Charaktererstellung vor Spielbeginn. Im Laufe des Spiels steigt der Held in Stufen auf. Jeder Aufstieg beschert ihm Lernpunkte. Diese können bei Lehrern in Fähigkeiten investiert werden. Bereits erlernte Fähigkeiten können teilweise ausgebaut werden.

## Entwicklung
Nachdem man sich nach dem Streit um die Verantwortung für technische Probleme bei Gothic 3 von JoWood getrennt hatte, kündigte Piranha Bytes am 25. Juli 2007 die Entwicklung eines neuen Spiels unter dem Projektnamen RPB an. Aufgrund der Aufmerksamkeit, die der Streit hervorgerufen hatte, und des Erfolges der Gothic-Reihe im europäischen Raum, war das Interesse der Medien schon während der Entwicklungsphase groß. Fast wöchentlich brachten die Spielemagazine Meldungen, worauf die Entwickler mit einer restriktiven Informationspolitik reagierten. Die Spielentwicklung lief unter großer Einbindung der Gothic-Fans ab, so gab es zum Beispiel schon 2007 eine Website zum Spiel mit einem Forum, welches den Fans die Kommunikation mit den Entwicklern ermöglichte. Piranha Bytes versuchte so, den Malus der durchwachsenen Kritiken für Gothic 3 im Vorfeld zu entschärfen.
Als das Spiel in die mit fünf Monaten außergewöhnlich lange Beta-Phase überging, folgten mehrere Titelstorys mit Previews in den Magazinen, sogar die eher fachferne Zeitung Die Welt brachte einen ausführlichen Bericht in ihrer Online-Ausgabe. Allen Previews gemeinsam war die Sorge um die Qualität des Spiels, da zuvor Gothic 3 im Vorfeld gelobt wurde, aber nach Erscheinen wegen seiner Fehlerfülle kritisiert worden war. Die Bedenken erwiesen sich allerdings als unbegründet, Risen gilt als ein weitgehend fehlerfreies und sehr stabiles Computerspiel, insbesondere im RPG-Genre.
Wenige Wochen vor dem Release entschied sich der Publisher Deep Silver in intensiver Kommunikation mit Fans und Kunden dazu, auf einen Online-Kopierschutz zu verzichten.
Der Soundtrack zum Spiel wurde von Kai Rosenkranz komponiert, der bereits für die musikalische Untermalung der Gothic-Serie verantwortlich gewesen war.
Der namenlose Held des Spiels wird in der deutschen Synchronfassung von Martin L. Schäfer gesprochen, Inquisitor Mendoza von Thomas Fritsch. Bodo Henkel sprach die Charaktere Ignatius, Eldric und Baxter und fungierte als Erzählstimme der Introsequenz.

### Technik
Für Risen wurde von Piranha Bytes eine eigene Spiel-Engine entwickelt. Die Portierung des Spiels auf Xbox 360 wurde nicht von Piranha Bytes selbst, sondern vom Studio Wizarbox übernommen.
Risen unterstützt die Plattformen PC und Xbox 360, auf dem PC allerdings nur Betriebssysteme der Microsoft-Windows-Serie. Zudem nutzt das Spiel Mehrkernprozessoren mit bis zu vier Kernen, die verwendete Programmiersprache ist C++.
Die Welt wird durch Seamless World Streaming dargestellt, Ladezeiten beim Betreten bestimmter Abschnitte der Spielwelt kommen so in Risen nicht vor, da die Welt nahtlos und permanent geladen wird.
Als Kopierschutz kam ursprünglich Tagès zum Einsatz, allerdings ohne das Digital Rights Management. In späteren Versionen wurde der Kopierschutz weggelassen und zudem wurde ein Patch zur Entfernung des Kopierschutzes nachgeliefert.
Die Grafik-Engine verwendet HDRR mit adaptivem Tone Mapping sowie Deferred Shading. Zugunsten aufwendiger Licht- und Schattenspiele in Echtzeit verzichtet die Engine dafür auf Anti-Aliasing. Die Grafik soll einen fotonahen, aber keinen fotorealistischen Effekt erzielen. Des Weiteren nutzt die Engine Tiefenunschärfe. Zur Darstellung von Bäumen wird, wie bei Gothic 3 auch, SpeedTree verwendet.

### Verhältnis zur Gothic-Reihe
Da die Rechte an der Gothic-Reihe nicht allein bei Piranha Bytes, sondern auch bei JoWooD lagen, konnten die Entwickler die geschützten Charaktere, Musik, Monster und Götter nicht übernehmen. Bedingt dadurch, dass Piranha Bytes beide Spiele entwickelt hat, gibt es allerdings gewisse Parallelen und Anspielungen zur Gothic-Serie. Diese sind jedoch offiziell nicht beabsichtigt.
Laut Aussage von Piranha Bytes selbst fielen 2012 die Rechte an der Gothic-Marke jedoch wieder an sie zurück, da sie nur für begrenzte Zeit an Jowood vergeben waren.
Es existiert außerdem ein Konzeptvideo, das eine mögliche Überleitung von Gothic 3 zu Risen zeigt. Darin verlassen Xardas und der namenlose Held die Welt, nachdem die göttlichen Artefakte vernichtet und die Avatare von Innos und Beliar getötet wurden, sodass der Einfluss der Götter beendet wird. Dieses ist jedoch nicht kanonisch.

### Fassungen
Parallel zum Spiel erschien auch eine Collector’s Edition zu Risen. Diese enthielt neben dem Spiel eine Karte der Insel Faranga, den von Kai Rosenkranz komponierten Soundtrack, eine Making-of-DVD mit Entwicklerinterviews, ein Poster im DIN-A1-Format, ein Zugangscode zum Beta-Test des nächsten Piranha-Bytes-Spiels (Risen 2: Dark Waters), ein Artbooklet und ein Stickerset.
Wie am 17. November 2021 durch THQ Nordic bekannt gegeben, erschien Risen am 24. Januar 2023 für die Nintendo Switch, PlayStation 4 und Xbox One. Zudem wurde für die PC-Version ein Update veröffentlicht.

## Rezeption
Laut dem Review-Aggregator Metacritic erhielt die PC-Version von Risen überwiegend positive Wertungen, während die Xbox-360-Portierung größtenteils mittelmäßige Review-Scores bekam.
Das Fachmagazin GameStar lobt vor allem die verwinkelte, durchdachte und atmosphärische Spielwelt. Das Kampfsystem von Risen funktioniert laut dem GameStar-Test präzise und nachvollziehbar, die Handlung münde allerdings in einem unbefriedigenden Ende. Alles in allem sei das Spiel eine „Rückkehr zu Gothic 2“.

„Risen ist genau das PC-Rollenspiel, mit dem man rechnen durfte: sehr altmodisch, sehr deutsch, sehr gut.“

Laut PC Games ist das Spiel technisch einwandfrei. Kritisiert wird hingegen, dass die Geschichte der unterschiedlichen Fraktionen zum Ende hin zu ähnlich verlaufe und man in späteren Akten des Spiels „hauptsächlich durch dunkle Tempelruinen hetze“. Auch hier wird allerdings die Spielwelt sehr positiv herausgestellt und zudem die glaubwürdige Charakterentwicklung über Lehrer als positiver Aspekt genannt.
Das Online-Portal 4Players rät dazu, einen Bogen um die Xbox-360-Version zu machen, da diese technisch deutlich schwächer als die Fassung für PC ist.

„Das Spiel von Piranha Bytes ist weiterhin faszinierend, in seiner Verquertheit unterhaltsam, vertraut wie immer, doch in seinem beharrlichen Stillstehen zunehmend belanglos.“

In Australien wurde dem Spiel die Klassifizierung verweigert, und somit der Verkauf unterbunden. Als Begründung wurden sexuelle Inhalte und die Möglichkeit von Drogenkonsum angeführt.
In der Retrospektive nannte die GameStar den Titel 2019 auf Platz 85 der 100 besten PC-Rollenspiele und 2021 auf Platz 84 der 100 besten Open-World-Spiele.

„Piranha Bytes ging Gott sei Dank weg vom Gigantismus von Gothic 3, die Risen-Insel Faranga ist übersichtlich, die Wege sind kurz. Dadurch fühlt sich jede Höhle besonders an, jeder alte Tempel weckt Neugierde. Nichts ist überflüssig, alles wirkt organisch, auch wenn die Welt letztlich sehr statisch daherkommt. Aber überall gibt's Kisten mit wertvollem Loot, überflüssigem Tand, wichtigen Tränken, die ich aufbrechen und plündern muss, weil das in Risen so befriedigend ist wie in allen Piranha-Bytes-Spielen.“

### Auszeichnungen und Verkaufserfolg
Risen erhielt den Deutschen Entwicklerpreis 2009 in der Kategorie Bestes Rollenspiel.
In den ersten drei Wochen führte das Rollenspiel die Verkaufscharts in Deutschland an. Laut Publisher Deep Silver verkauften sich bis zum 21. Oktober 2009 alle Versionen in Deutschland, Österreich und der Schweiz insgesamt knapp 100.000 Mal. Deep Silver zeigte sich über diesen Erfolg erfreut. Nach zehn Wochen hatte sich die PC-Version von Risen im Dezember 2009 mehr als 100.000 Mal in Deutschland verkauft und erhielt dadurch den Gold Award des Bundesverbands Interaktive Unterhaltungssoftware. Zudem war es in Deutschland das erfolgreichste Rollenspiel 2009.

## Nachfolger

### Risen 2: Dark Waters
Am 21. Februar 2011 präsentierte Deep Silver offiziell den Nachfolger Risen 2: Dark Waters. Bei der Präsentation wurden der genaue Name des Spiels sowie Details zu Grafik und Handlung bekanntgegeben. Letztere schließt am Vorgänger an und findet auf mehreren Inseln statt, die allesamt dem karibischen Flair unterliegen und neben den Inquisitoren die Fraktion der Piraten einführen. Weitere Änderungen gegenüber dem Vorgänger sind u. a. das Einführen von Schusswaffen (z. B. Vorderladerpistolen), das Ersetzen des Systems der bisherigen Komplettrüstungen durch verschiedene, kombinierbare Einzelteile (Hemden, Hüte, Stiefel, Hosen etc.) und einer besseren Grafikengine, wobei v. a. der Schwerpunkt auf Körperanimationen gesetzt wurde. Risen 2: Dark Waters wurde am 27. April 2012 in Europa und bereits am 24. April in den USA und Kanada veröffentlicht. Die Versionen für PlayStation 3 und Xbox 360 wurden am 31. Juli 2012 (USA) bzw. 3. August 2012 (Europa) veröffentlicht.

### Risen 3: Titan Lords
Risen 3: Titan Lords erschien am 14. August 2014 für Windows, Xbox 360 und PlayStation 3. Die Welt ist von ihren Göttern verlassen und leidet unter den Titanenkriegen, als aus dem Untergrund eine neue Bedrohung aufsteigt. Ein junger Krieger wird von Schatten überfallen und seiner Seele beraubt. Er begibt sich auf eine Reise, um seine Seele zurückzugewinnen – und muss dabei feststellen, dass der Schatten sich auch in der Welt ausbreitet. Die verbannten Magier könnten mächtig genug sein, dem Helden seine geraubte Seele zurück zu verschaffen – er muss sie aufspüren, um Hilfe zu bekommen. Nach der Hexenjagd der Inquisition finden die Zauberkundigen Zuflucht auf Taranis, im Volksmund auch Donnerinsel genannt. In den dortigen Minen schürfen sie nach Kristallen, die mit magischer Energie aufgeladen sind. Beschützt werden sie dabei von ihren Wächtern, die die Zauberkundigen mit Schwert und Magie verteidigen. Der Spieler kann sich den Wächtern anschließen und die Ziele der Magier unterstützen. Oder er schlägt eine ganz andere Laufbahn ein und verbündet sich mit einer der weiteren Gilden im Spiel. Die beiden anderen Fraktionen sind die bereits aus dem zweiten Teil bekannten Voodo-Piraten und die Dämonenjäger, die vom Druiden Eldric angeführt werden. Alle Fraktionen haben Kenntnisse der Magie, die man bei Lehrern gegen bestimmte Objekte eintauschen kann. Alternativ kann man auch mit Schwert oder Muskete kämpfen. Piranha Bytes veröffentlichte am 21. August 2015 die Risen 3: Titan Lords – Enhanced Edition und damit ihr erstes Spiel auf PlayStation 4.